# Cold Heart
"Cold Heart (Pnau remix)" is een nummer van de Britse artiesten Elton John en Dua Lipa, geremixt door het Australische trio Pnau, uitgebracht via EMI en Mercury Records op 13 augustus 2021 als de eerste single van Johns 32e studioalbum The Lockdown Sessions.

## Uitgave
Geruchten over een mogelijke samenwerking tussen Elton John en Dua Lipa begonnen in augustus 2021 na nieuws van enkele insiders. John zei ook op Lipas Instagram dat hij uitkijkt naar de verwachte samenwerking, waarop Lipa antwoordde dat zij er ook klaar voor was. Op 10 augustus 2021 begonnen de twee artiesten de samenwerking officieel aan te kondigen door cartoonversies van zichzelf die op een discomelodie dansten op hun sociale media te posten. De beide getagde artiesten Pnau en Lipa gebruikten de hashtags "#coldheart", "#justpassingthrough" en "#newmusic". Ook die dag bevestigde Pnau dat ze een nummer hadden geschreven met "de grootste popster van vroeger" en "de grootste popster van vandaag" en dat het de volgende vrijdag in première zou gaan via hun Essentials Playlist. Pnau en Elton John werkten al eerder samen in 2012. De dag daarna maakten John en Lipa de single en de releasedatum officieel bekend. Het nummer werd op 13 augustus 2021 uitgebracht via Virgin EMI en Mercury Records.

## Tekst en muziek
Cold Heart (Pnau remix) is een mix van Johns singles Rocket Man uit 1972, Sacrifice uit 1989, Kiss the Bride uit 1983 en het albumnummer Where's the Shoorah?, dat een belangrijke rol speelde in de film Blue Moves uit 1976.

## Hitlijsten

### Nederlandse Top 40
| Hitnotering: 04-09-2021 t/m 05-02-2022 | Hitnotering: 04-09-2021 t/m 05-02-2022 | Hitnotering: 04-09-2021 t/m 05-02-2022 | Hitnotering: 04-09-2021 t/m 05-02-2022 | Hitnotering: 04-09-2021 t/m 05-02-2022 | Hitnotering: 04-09-2021 t/m 05-02-2022 | Hitnotering: 04-09-2021 t/m 05-02-2022 | Hitnotering: 04-09-2021 t/m 05-02-2022 | Hitnotering: 04-09-2021 t/m 05-02-2022 | Hitnotering: 04-09-2021 t/m 05-02-2022 | Hitnotering: 04-09-2021 t/m 05-02-2022 | Hitnotering: 04-09-2021 t/m 05-02-2022 | Hitnotering: 04-09-2021 t/m 05-02-2022 | Hitnotering: 04-09-2021 t/m 05-02-2022 | Hitnotering: 04-09-2021 t/m 05-02-2022 | Hitnotering: 04-09-2021 t/m 05-02-2022 | Hitnotering: 04-09-2021 t/m 05-02-2022 | Hitnotering: 04-09-2021 t/m 05-02-2022 | Hitnotering: 04-09-2021 t/m 05-02-2022 | Hitnotering: 04-09-2021 t/m 05-02-2022 | Hitnotering: 04-09-2021 t/m 05-02-2022 | Hitnotering: 04-09-2021 t/m 05-02-2022 | Hitnotering: 04-09-2021 t/m 05-02-2022 | Hitnotering: 04-09-2021 t/m 05-02-2022 | Hitnotering: 04-09-2021 t/m 05-02-2022 |
| Week:                                  | 1                                      | 2                                      | 3                                      | 4                                      | 5                                      | 6                                      | 7                                      | 8                                      | 9                                      | 10                                     | 11                                     | 12                                     | 13                                     | 14                                     | 15                                     | 16                                     | 17                                     | 18                                     | 19                                     | 20                                     | 21                                     | 22                                     | 23                                     |                                        |
| -------------------------------------- | -------------------------------------- | -------------------------------------- | -------------------------------------- | -------------------------------------- | -------------------------------------- | -------------------------------------- | -------------------------------------- | -------------------------------------- | -------------------------------------- | -------------------------------------- | -------------------------------------- | -------------------------------------- | -------------------------------------- | -------------------------------------- | -------------------------------------- | -------------------------------------- | -------------------------------------- | -------------------------------------- | -------------------------------------- | -------------------------------------- | -------------------------------------- | -------------------------------------- | -------------------------------------- | -------------------------------------- |
| Positie:                               | 37                                     | 24                                     | 17                                     | 14                                     | 10                                     | 4                                      | 4                                      | 4                                      | 4                                      | 3                                      | 2                                      | 2                                      | 3                                      | 3                                      | 4                                      | 9                                      | 12                                     | 13                                     | 17                                     | 22                                     | 23                                     | 30                                     | 35                                     | uit                                    |

### NederlandseSingle Top 100
| Hitnotering (week 1 t/m 69): 21-08-2021 t/m 10-12-2022 Hitnotering (week 70 t/m 107): 07-01-2023 t/m 23-09-2023 | Hitnotering (week 1 t/m 69): 21-08-2021 t/m 10-12-2022 Hitnotering (week 70 t/m 107): 07-01-2023 t/m 23-09-2023 | Hitnotering (week 1 t/m 69): 21-08-2021 t/m 10-12-2022 Hitnotering (week 70 t/m 107): 07-01-2023 t/m 23-09-2023 | Hitnotering (week 1 t/m 69): 21-08-2021 t/m 10-12-2022 Hitnotering (week 70 t/m 107): 07-01-2023 t/m 23-09-2023 | Hitnotering (week 1 t/m 69): 21-08-2021 t/m 10-12-2022 Hitnotering (week 70 t/m 107): 07-01-2023 t/m 23-09-2023 | Hitnotering (week 1 t/m 69): 21-08-2021 t/m 10-12-2022 Hitnotering (week 70 t/m 107): 07-01-2023 t/m 23-09-2023 | Hitnotering (week 1 t/m 69): 21-08-2021 t/m 10-12-2022 Hitnotering (week 70 t/m 107): 07-01-2023 t/m 23-09-2023 | Hitnotering (week 1 t/m 69): 21-08-2021 t/m 10-12-2022 Hitnotering (week 70 t/m 107): 07-01-2023 t/m 23-09-2023 | Hitnotering (week 1 t/m 69): 21-08-2021 t/m 10-12-2022 Hitnotering (week 70 t/m 107): 07-01-2023 t/m 23-09-2023 | Hitnotering (week 1 t/m 69): 21-08-2021 t/m 10-12-2022 Hitnotering (week 70 t/m 107): 07-01-2023 t/m 23-09-2023 | Hitnotering (week 1 t/m 69): 21-08-2021 t/m 10-12-2022 Hitnotering (week 70 t/m 107): 07-01-2023 t/m 23-09-2023 | Hitnotering (week 1 t/m 69): 21-08-2021 t/m 10-12-2022 Hitnotering (week 70 t/m 107): 07-01-2023 t/m 23-09-2023 | Hitnotering (week 1 t/m 69): 21-08-2021 t/m 10-12-2022 Hitnotering (week 70 t/m 107): 07-01-2023 t/m 23-09-2023 | Hitnotering (week 1 t/m 69): 21-08-2021 t/m 10-12-2022 Hitnotering (week 70 t/m 107): 07-01-2023 t/m 23-09-2023 | Hitnotering (week 1 t/m 69): 21-08-2021 t/m 10-12-2022 Hitnotering (week 70 t/m 107): 07-01-2023 t/m 23-09-2023 | Hitnotering (week 1 t/m 69): 21-08-2021 t/m 10-12-2022 Hitnotering (week 70 t/m 107): 07-01-2023 t/m 23-09-2023 | Hitnotering (week 1 t/m 69): 21-08-2021 t/m 10-12-2022 Hitnotering (week 70 t/m 107): 07-01-2023 t/m 23-09-2023 | Hitnotering (week 1 t/m 69): 21-08-2021 t/m 10-12-2022 Hitnotering (week 70 t/m 107): 07-01-2023 t/m 23-09-2023 | Hitnotering (week 1 t/m 69): 21-08-2021 t/m 10-12-2022 Hitnotering (week 70 t/m 107): 07-01-2023 t/m 23-09-2023 | Hitnotering (week 1 t/m 69): 21-08-2021 t/m 10-12-2022 Hitnotering (week 70 t/m 107): 07-01-2023 t/m 23-09-2023 | Hitnotering (week 1 t/m 69): 21-08-2021 t/m 10-12-2022 Hitnotering (week 70 t/m 107): 07-01-2023 t/m 23-09-2023 | Hitnotering (week 1 t/m 69): 21-08-2021 t/m 10-12-2022 Hitnotering (week 70 t/m 107): 07-01-2023 t/m 23-09-2023 | Hitnotering (week 1 t/m 69): 21-08-2021 t/m 10-12-2022 Hitnotering (week 70 t/m 107): 07-01-2023 t/m 23-09-2023 |
| Week: | 1 | 2 | 3 | 4 | 5 | 6 | 7 | 8 | 9 | 10 | 11 | 12 | 13 | 14 | 15 | 16 | 17 | 18 | 19 | 20 | 21 | 22 |
| --- | --- | --- | --- | --- | --- | --- | --- | --- | --- | --- | --- | --- | --- | --- | --- | --- | --- | --- | --- | --- | --- | --- |
| Positie: | 75 | 77 | 60 | 35 | 17 | 16 | 14 | 13 | 9 | 9 | 8 | 10 | 9 | 8 | 11 | 10 | 14 | 15 | 20 | 31 | 9 | 10 |
| Week: | 23 | 24 | 25 | 26 | 27 | 28 | 29 | 30 | 31 | 32 | 33 | 34 | 35 | 36 | 37 | 38 | 39 | 40 | 41 | 42 | 43 | 44 |
| Positie: | 13 | 14 | 17 | 17 | 24 | 25 | 24 | 26 | 28 | 29 | 29 | 29 | 29 | 23 | 27 | 31 | 35 | 31 | 34 | 38 | 36 | 37 |
| Week: | 45 | 46 | 47 | 48 | 49 | 50 | 51 | 52 | 53 | 54 | 55 | 56 | 57 | 58 | 59 | 60 | 61 | 62 | 63 | 64 | 65 | 66 |
| Positie: | 38 | 38 | 37 | 40 | 32 | 37 | 34 | 34 | 35 | 40 | 48 | 52 | 53 | 56 | 62 | 64 | 66 | 67 | 63 | 68 | 72 | 63 |
| Week: | 67 | 68 | 69 | | 70 | 71 | 72 | 73 | 74 | 75 | 76 | 77 | 78 | 79 | 80 | 81 | 82 | 83 | 84 | 85 | 86 | 87 |
| Positie: | 72 | 77 | 93 | uit | 59 | 68 | 81 | 85 | 77 | 80 | 84 | 90 | 80 | 82 | 78 | 80 | 80 | 77 | 70 | 75 | 82 | 74 |
| Week: | 88 | 89 | 90 | 91 | 92 | 93 | 94 | 95 | 96 | 97 | 98 | 99 | 100 | 101 | 102 | 103 | 104 | 105 | 106 | 107 | | |
| Positie: | 80 | 82 | 81 | 74 | 77 | 58 | 67 | 64 | 72 | 66 | 82 | 75 | 80 | 73 | 70 | 69 | 80 | 75 | 76 | 95 | uit | |

### VlaamseUltratop 50
| Hitnotering: 04-09-2021 t/m 20-08-2022 | Hitnotering: 04-09-2021 t/m 20-08-2022 | Hitnotering: 04-09-2021 t/m 20-08-2022 | Hitnotering: 04-09-2021 t/m 20-08-2022 | Hitnotering: 04-09-2021 t/m 20-08-2022 | Hitnotering: 04-09-2021 t/m 20-08-2022 | Hitnotering: 04-09-2021 t/m 20-08-2022 | Hitnotering: 04-09-2021 t/m 20-08-2022 | Hitnotering: 04-09-2021 t/m 20-08-2022 | Hitnotering: 04-09-2021 t/m 20-08-2022 | Hitnotering: 04-09-2021 t/m 20-08-2022 | Hitnotering: 04-09-2021 t/m 20-08-2022 | Hitnotering: 04-09-2021 t/m 20-08-2022 | Hitnotering: 04-09-2021 t/m 20-08-2022 | Hitnotering: 04-09-2021 t/m 20-08-2022 | Hitnotering: 04-09-2021 t/m 20-08-2022 | Hitnotering: 04-09-2021 t/m 20-08-2022 | Hitnotering: 04-09-2021 t/m 20-08-2022 | Hitnotering: 04-09-2021 t/m 20-08-2022 | Hitnotering: 04-09-2021 t/m 20-08-2022 | Hitnotering: 04-09-2021 t/m 20-08-2022 | Hitnotering: 04-09-2021 t/m 20-08-2022 | Hitnotering: 04-09-2021 t/m 20-08-2022 | Hitnotering: 04-09-2021 t/m 20-08-2022 | Hitnotering: 04-09-2021 t/m 20-08-2022 | Hitnotering: 04-09-2021 t/m 20-08-2022 | Hitnotering: 04-09-2021 t/m 20-08-2022 |
| Week:                                  | 1                                      | 2                                      | 3                                      | 4                                      | 5                                      | 6                                      | 7                                      | 8                                      | 9                                      | 10                                     | 11                                     | 12                                     | 13                                     | 14                                     | 15                                     | 16                                     | 17                                     | 18                                     | 19                                     | 20                                     | 21                                     | 22                                     | 23                                     | 24                                     | 25                                     | 26                                     |
| -------------------------------------- | -------------------------------------- | -------------------------------------- | -------------------------------------- | -------------------------------------- | -------------------------------------- | -------------------------------------- | -------------------------------------- | -------------------------------------- | -------------------------------------- | -------------------------------------- | -------------------------------------- | -------------------------------------- | -------------------------------------- | -------------------------------------- | -------------------------------------- | -------------------------------------- | -------------------------------------- | -------------------------------------- | -------------------------------------- | -------------------------------------- | -------------------------------------- | -------------------------------------- | -------------------------------------- | -------------------------------------- | -------------------------------------- | -------------------------------------- |
| Positie:                               | 18                                     | 13                                     | 11                                     | 4                                      | 5                                      | 8                                      | 5                                      | 5                                      | 5                                      | 4                                      | 3                                      | 3                                      | 3                                      | 2                                      | 7                                      | 6                                      | 8                                      | 4                                      | 2                                      | 3                                      | 4                                      | 4                                      | 16                                     | 10                                     | 14                                     | 11                                     |
| Week:                                  | 27                                     | 28                                     | 29                                     | 30                                     | 31                                     | 32                                     | 33                                     | 34                                     | 35                                     | 36                                     | 37                                     | 38                                     | 39                                     | 40                                     | 41                                     | 42                                     | 43                                     | 44                                     | 45                                     | 46                                     | 47                                     | 48                                     | 49                                     | 50                                     | 51                                     |                                        |
| Positie:                               | 18                                     | 14                                     | 20                                     | 15                                     | 21                                     | 23                                     | 23                                     | 26                                     | 22                                     | 30                                     | 22                                     | 34                                     | 29                                     | 25                                     | 35                                     | 37                                     | 41                                     | 38                                     | 44                                     | 38                                     | 44                                     | 46                                     | 41                                     | 41                                     | 43                                     | uit                                    |

### NPO Radio 2 Top 2000
| Nummer met noteringen in de NPO Radio 2 Top 2000 | '22 | '23 | '24  |
| ------------------------------------------------ | --- | --- | ---- |
| Cold Heart                                       | 620 | 852 | 1357 |

1. ↑  Een vetgedrukt getal geeft de hoogste notering aan.
2. ↑  2022 was het eerste jaar met een notering voor dit nummer.